# Richard Bürkner
Julius Hugo Richard Bürkner (* 10. Februar 1856 in Dresden; † 19. Mai 1913 in Jena) war ein deutscher evangelischer Superintendent und Schriftsteller.

## Leben und Wirken
Er war der Sohn von Hugo Bürkner, der Professor an der Kunstakademie Dresden war. Als gebürtiger Sachse schlug er eine theologische Laufbahn ein, war zunächst Pfarrsubstitut in Winkel bei Allstedt und wurde Superintendent in Ostheim vor der Rhön, wechselte später nach Auma und zuletzt nach Apolda.
In seiner Freizeit betätigte er sich als Schriftsteller, er schrieb vor allem Biographien.

## Schriften (Auswahl)
- Karl von Hase, ein deutscher Professor. 1900
- Hans Sachs. 1903.
- Ludwig Richter. 1904.
- Herder. Sein Leben und Wirken. 1904.
- Richard Wagner. Sein Leben und seine Werke. 1906.
- Dürer. Sein Leben und sein Werk. 1911.